# Saurauia polyneura
Saurauia polyneura là một loài thực vật có hoa trong họ Dương đào. Loài này được C.F. Liang & Y.S. Wang miêu tả khoa học đầu tiên năm 1984.